# La Sauvetat (Gers)
La Sauvetat település Franciaországban, Gers megyében. Lakosainak száma 418 fő (2022. január 1.). La Sauvetat Lamothe-Goas, Larroque-Saint-Sernin, Mas-d’Auvignon, Réjaumont, Saint-Puy és Sainte-Radegonde községekkel határos.

## Népesség
A település népességének változása:
| Lakosok száma | 497  | 357  | 342  | 361  | 350  | 351  | 368  | 403  | 408  | 418  |
|               | 1968 | 1982 | 1990 | 2006 | 2013 | 2015 | 2017 | 2019 | 2020 | 2022 |